# Rhino Records
Rhino Records o Rhino Entertainment (nombre de la sociedad) es un sello discográfico estadounidense, que se ha especializado en la reedición de trabajos. En sus comienzos se beneficiaron de trabajos retrospectivos de comediantes de fama como Richard Pryor, Stan Freberg, Tom Lehrer o Spike Jones. En los últimos años Rhino se ha reorientado a un amplio sector de entretenimiento doméstico con la publicación de DVD, series de televisión como The Lone Ranger o My Favorite Martian y publicación de CD de bandas sonoras y de artistas selectos.

## Historia
Rhino fue fundado en 1973 de la mano de Richard Foos como un local de venta de discos, local que aún existe. Cuatro años más tarde Foos creó un sello discográfico con el mismo nombre. Tras problemas iniciales con las ventas, firmó un contrato de venta de 6 años con Capitol Records. En 1989 Rhino adquirió, junto a EMI, Roulette Records obteniendo la licencia para los Estados Unidos. Cuando terminó el contrato de venta con Capitol en 1992, creó uno nuevo con WEA Records. A la vez, Time Warner adquirió el 50% de la discográfica y en 1998 el otro 50% para controlar el capital íntegro de la empresa. En 1999 desarrollaron "Rhino Handmade" para la venta exclusiva de trabajos limitados en la red.
Con la adquisición de Time Warner, el sello pudo crear recopilaciones de artistas de Warner como Emerson, Lake & Palmer, Yes, The Doobie Brothers o The Doors, así como bandas sonoras de películas de Warner Brothers-, MGM- (hasta 1986) y RKO, cuyos derechos, igualmente, pertenecen a Time Warner. Entre sus películas destacan Lo que el viento se llevó, El mago de Oz, Easter Parade, North by Northwest, Casablanca, King Kong, Doctor Zivago o Superman.
Rhino adquirió a final de los años 1980 los derechos del grupo Monkees de Columbia Pictures.
Con la reestructuración en 2003 de Warner Music Group, tras la separación de AOL, se vendió Rhino al grupo inversor Edgar Bronfman Jr..